# Danh sách giải thưởng và đề cử của Margot Robbie
Margot Robbie là một nữ diễn viên và nhà sản xuất người Úc. Sau khi đóng những vai nhỏ trong một số bộ phim và chương trình truyền hình, Robbie đóng vai chính đầu tiên của cô là Donna Freedman trong vở opera xà phòng Neighbors (2008–2011), cô đã nhận được đề cử cho Giải Logie cho Nữ tài năng mới được yêu thích nhất và Được yêu thích nhất Nữ diễn viên. Với vai diễn đột phá trong bộ phim hài đen tiểu sử của Martin Scorsese The Wolf of Wall Street (2013), cô đã nhận được Giải thưởng Empire cho Nữ diễn viên mới xuất sắc nhất Kể từ năm 2016, Robbie đã nhận được một số giải thưởng và đề cử, bao gồm một Giải thưởng do các nhà phê bình bình chọn và một Giải thưởng do mọi người bình chọn cho vai diễn nhân vật Harley Quinn của Vũ trụ Mở rộng DC (DCEU).
Cô đồng sản xuất và đóng vai vận động viên trượt băng nghệ thuật Tonya Harding trong I, Tonya (2017), vai diễn đã mang về cho cô đề cử Giải Oscar, giải BAFTA và Giải Quả cầu vàng cho Nữ diễn viên chính xuất sắc nhất . Năm sau, Robbie đóng vai Elizabeth I trong bộ phim chính kịch lịch sử Mary Queen of Scots , bộ phim đã đề cử cô cho Giải BAFTA cho Nữ diễn viên phụ xuất sắc nhất và Giải thưởng của Hiệp hội Diễn viên Màn ảnh cho Diễn xuất xuất sắc của Nữ diễn viên trong vai phụ. Cô đóng vai chính trong bộ phim truyền hình Bombshell (2019) của Jay Roach, dựa trên lời kể của những người phụ nữ tại Fox News, những người đã vạch trần CEO Roger Ailes vì tội quấy rối tình dục. Diễn xuất của Robbie trong phim đã nhận được nhiều lời khen ngợi từ giới phê bình và mang về cho cô đề cử Giải Oscar cho Nữ diễn viên phụ xuất sắc nhất, Giải BAFTA cho Nữ diễn viên phụ xuất sắc nhất, và Giải Quả cầu vàng cho Nữ diễn viên phụ xuất sắc nhất – Phim điện ảnh. ùng năm, vai diễn của cô trong bộ phim hài kịch của Quentin Tarantino Ngày xửa ngày xưa ở Hollywoodđã mang về cho cô một đề cử khác cho Giải BAFTA cho Nữ diễn viên chính xuất sắc nhất trong vai phụ.

## Giải thưởng và đề cử

### Academy Awards
| Năm  | Hạng Mục                | Tác Phẩm Đề Cử | Kết Quả | Ghi Chú |
| ---- | ----------------------- | -------------- | ------- | ------- |
| 2018 | Best Actress            | I, Tonya       | Đề cử   | [ 13 ]  |
| 2020 | Best Supporting Actress | Bombshell      | Đề cử   | [ 14 ]  |

| Award                                         | Năm  | Hạng Mục | Tác Phẩm Đề Cử | Kết Quả       | Ghi Chú |
| --------------------------------------------- | ---- | --- | --- | ------------- | ------- |
| BAFTA Film Awards                             | 2015 | BAFTA Rising Star Award | style="background: #FDD; color: black; vertical-align: middle; text-align: center; " class="no table-no2"\|Đề cử                                          | [ 15 ]        |         |
| BAFTA Film Awards                             | 2018 | Best Actress in a Leading Role | I, Tonya\| style="background: #FDD; color: black; vertical-align: middle; text-align: center; " class="no table-no2"\|Đề cử                               | [ 16 ]        |         |
| BAFTA Film Awards                             | 2019 | Best Actress in a Supporting Role | Mary Queen of Scots\| style="background: #FDD; color: black; vertical-align: middle; text-align: center; " class="no table-no2"\|Đề cử                    | [ 17 ]        |         |
| BAFTA Film Awards                             | 2020 | Best Actress in a Supporting Role | Bombshell\| style="background: #FDD; color: black; vertical-align: middle; text-align: center; " class="no table-no2"\|Đề cử                              | [ 18 ]        |         |
| BAFTA Film Awards                             | 2020 | Best Actress in a Supporting Role | Once Upon a Time in Hollywood\| style="background: #FDD; color: black; vertical-align: middle; text-align: center; " class="no table-no2"\|Đề cử          | [ 18 ]        |         |
| Golden Globe Awards                           | 2018 | Best Motion Picture – Musical or Comedy | I, Tonya\| style="background: #FDD; color: black; vertical-align: middle; text-align: center; " class="no table-no2"\|Đề cử                               | [ 19 ]        |         |
| Golden Globe Awards                           | 2018 | Best Actress – Motion Picture Comedy or Musical\| style="background: #FDD; color: black; vertical-align: middle; text-align: center; " class="no table-no2"\|Đề cử       | I, Tonya\| style="background: #FDD; color: black; vertical-align: middle; text-align: center; " class="no table-no2"\|Đề cử                               | [ 19 ]        |         |
| Golden Globe Awards                           | 2020 | Best Supporting Actress – Motion Picture | Bombshell\| style="background: #FDD; color: black; vertical-align: middle; text-align: center; " class="no table-no2"\|Đề cử                              | [ 20 ]        |         |
| Golden Globe Awards                           | 2023 | Best Actress – Motion Picture Comedy or Musical | Babylon\| style="background: #FFD; color: black; vertical-align: middle; text-align: center; " class="partial table-partial"\|Chưa công bố                | [ 21 ]        |         |
| Screen Actors Guild Awards                    | 2018 | Outstanding Performance by a Female Actor in a Leading Role in a Motion Picture                                                                                          | I, Tonya\| style="background: #FDD; color: black; vertical-align: middle; text-align: center; " class="no table-no2"\|Đề cử                               | [ 22 ]        |         |
| Screen Actors Guild Awards                    | 2019 | Outstanding Performance by a Female Actor in a Supporting Role in a Motion Picture                                                                                       | Mary Queen of Scots\| style="background: #FDD; color: black; vertical-align: middle; text-align: center; " class="no table-no2"\|Đề cử                    | [ 23 ]        |         |
| Screen Actors Guild Awards                    | 2020 | Outstanding Performance by a Female Actor in a Supporting Role in a Motion Picture                                                                                       | Bombshell\| style="background: #FDD; color: black; vertical-align: middle; text-align: center; " class="no table-no2"\|Đề cử                              | [ 24 ]        |         |
| Screen Actors Guild Awards                    | 2020 | Outstanding Performance by a Cast in a Motion Picture\| style="background: #FDD; color: black; vertical-align: middle; text-align: center; " class="no table-no2"\|Đề cử | Bombshell\| style="background: #FDD; color: black; vertical-align: middle; text-align: center; " class="no table-no2"\|Đề cử                              | [ 24 ]        |         |
| Screen Actors Guild Awards                    | 2020 | Once Upon a Time in Hollywood\| style="background: #FDD; color: black; vertical-align: middle; text-align: center; " class="no table-no2"\|Đề cử                         | | [ 24 ]        |         |
| AACTA International Awards                    | 2018 | Best Actress | I, Tonya\| style="background: #99FF99; color: black; vertical-align: middle; text-align: center; " class="yes table-yes2"\|Đoạt giải                      | [ 25 ]        |         |
| AACTA International Awards                    | 2019 | Best Supporting Actress | Mary Queen of Scots\| style="background: #FDD; color: black; vertical-align: middle; text-align: center; " class="no table-no2"\|Đề cử                    | [ 26 ]        |         |
| AACTA International Awards                    | 2020 | Best Supporting Actress | Bombshell\| style="background: #99FF99; color: black; vertical-align: middle; text-align: center; " class="yes table-yes2"\|Đoạt giải                     | [ 27 ]        |         |
| AACTA International Awards                    | 2020 | Best Supporting Actress | Once Upon a Time in Hollywood\| style="background: #FDD; color: black; vertical-align: middle; text-align: center; " class="no table-no2"\|Đề cử          | [ 27 ]        |         |
| AACTA International Awards                    | 2021 | Best Film | Promising Young Woman\| style="background: #99FF99; color: black; vertical-align: middle; text-align: center; " class="yes table-yes2"\|Đoạt giải         | [ 28 ]        |         |
| Alliance of Women Film Journalists            | 2018 | Best Actress | I, Tonya\| style="background: #FDD; color: black; vertical-align: middle; text-align: center; " class="no table-no2"\|Đề cử                               | [ 29 ] [ 30 ] |         |
| Alliance of Women Film Journalists            | 2018 | Bravest Performance\| style="background: #99FF99; color: black; vertical-align: middle; text-align: center; " class="yes table-yes2"\|Đoạt giải                          | I, Tonya\| style="background: #FDD; color: black; vertical-align: middle; text-align: center; " class="no table-no2"\|Đề cử                               | [ 29 ] [ 30 ] |         |
| Boston Society of Film Critics                | 2013 | Best Cast | The Wolf of Wall Street\| style="background: #FDD; color: black; vertical-align: middle; text-align: center; " class="no table-no2"\|Đề cử                | [ 31 ]        |         |
| Chicago Film Critics Association              | 2017 | Best Actress | I, Tonya\| style="background: #FDD; color: black; vertical-align: middle; text-align: center; " class="no table-no2"\|Đề cử                               | [ 32 ]        |         |
| Critics' Choice Movie Awards                  | 2014 | Best Acting Ensemble in a Movie | The Wolf of Wall Street\| style="background: #FDD; color: black; vertical-align: middle; text-align: center; " class="no table-no2"\|Đề cử                | [ 33 ]        |         |
| Critics' Choice Movie Awards                  | 2017 | Best Actress in an Action Movie | Suicide Squad\| style="background: #99FF99; color: black; vertical-align: middle; text-align: center; " class="yes table-yes2"\|Đoạt giải                 | [ 34 ]        |         |
| Critics' Choice Movie Awards                  | 2018 | Best Actress in a Comedy Movie | I, Tonya\| style="background: #99FF99; color: black; vertical-align: middle; text-align: center; " class="yes table-yes2"\|Đoạt giải                      | [ 35 ] [ 36 ] |         |
| Critics' Choice Movie Awards                  | 2018 | Best Actress in a Movie\| style="background: #FDD; color: black; vertical-align: middle; text-align: center; " class="no table-no2"\|Đề cử                               | I, Tonya\| style="background: #99FF99; color: black; vertical-align: middle; text-align: center; " class="yes table-yes2"\|Đoạt giải                      | [ 35 ] [ 36 ] |         |
| Critics' Choice Movie Awards                  | 2019 | Best Acting Ensemble in a Movie | Once Upon a Time in Hollywood\| style="background: #FDD; color: black; vertical-align: middle; text-align: center; " class="no table-no2"\|Đề cử          | [ 37 ]        |         |
| Critics' Choice Movie Awards                  | 2019 | Best Acting Ensemble in a Movie | Bombshell\| style="background: #FDD; color: black; vertical-align: middle; text-align: center; " class="no table-no2"\|Đề cử                              | [ 37 ]        |         |
| Critics' Choice Movie Awards                  | 2019 | Best Supporting Actress in a Movie\| style="background: #FDD; color: black; vertical-align: middle; text-align: center; " class="no table-no2"\|Đề cử                    | | [ 37 ]        |         |
| Critics' Choice Movie Awards                  | 2022 | Best Actress in a Movie | Babylon\| style="background: #FFD; color: black; vertical-align: middle; text-align: center; " class="partial table-partial"\|Chưa công bố                |               |         |
| Detroit Film Critics Society                  | 2013 | Best Ensemble | The Wolf of Wall Street\| style="background: #FDD; color: black; vertical-align: middle; text-align: center; " class="no table-no2"\|Đề cử                | [ 38 ]        |         |
| Detroit Film Critics Society                  | 2017 | Best Actress | I, Tonya\| style="background: #FDD; color: black; vertical-align: middle; text-align: center; " class="no table-no2"\|Đề cử                               | [ 39 ]        |         |
| Dorian Awards                                 | 2018 | Best Performance of the Year – Actress\| style="background: #FDD; color: black; vertical-align: middle; text-align: center; " class="no table-no2"\|Đề cử                | I, Tonya\| style="background: #FDD; color: black; vertical-align: middle; text-align: center; " class="no table-no2"\|Đề cử                               | [ 40 ]        |         |
| Empire Awards                                 | 2014 | Best Female Newcomer | The Wolf of Wall Street\| style="background: #99FF99; color: black; vertical-align: middle; text-align: center; " class="yes table-yes2"\|Đoạt giải       | [ 41 ]        |         |
| Florida Film Critics Circle                   | 2017 | Best Actress | I, Tonya\| style="background: #99FF99; color: black; vertical-align: middle; text-align: center; " class="yes table-yes2"\|Đoạt giải                      | [ 42 ]        |         |
| Gotham Awards                                 | 2017 | Best Actress\| style="background: #FDD; color: black; vertical-align: middle; text-align: center; " class="no table-no2"\|Đề cử                                          | I, Tonya\| style="background: #99FF99; color: black; vertical-align: middle; text-align: center; " class="yes table-yes2"\|Đoạt giải                      | [ 43 ]        |         |
| Hollywood Critics Association                 | 2019 | Best Supporting Actress | Once Upon a Time in Hollywood\| style="background: #FDD; color: black; vertical-align: middle; text-align: center; " class="no table-no2"\|Đề cử          |               |         |
| Hollywood Critics Association                 | 2020 | Best Actress | Birds of Prey\| style="background: #DFF; vertical-align: middle; text-align: center;" class="table-cast"\|Á quân                                          | [ 44 ]        |         |
| Hollywood Film Awards                         | 2017 | Hollywood Ensemble Award | I, Tonya\| style="background: #99FF99; color: black; vertical-align: middle; text-align: center; " class="yes table-yes2"\|Đoạt giải                      | [ 45 ]        |         |
| Independent Spirit Awards                     | 2018 | Best Female Lead\| style="background: #FDD; color: black; vertical-align: middle; text-align: center; " class="no table-no2"\|Đề cử                                      | I, Tonya\| style="background: #99FF99; color: black; vertical-align: middle; text-align: center; " class="yes table-yes2"\|Đoạt giải                      | [ 46 ]        |         |
| Logie Awards                                  | 2009 | Most Popular New Female Talent | Neighbours\| style="background: #FDD; color: black; vertical-align: middle; text-align: center; " class="no table-no2"\|Đề cử                             | [ 47 ]        |         |
| Logie Awards                                  | 2011 | Most Popular Actress\| style="background: #FDD; color: black; vertical-align: middle; text-align: center; " class="no table-no2"\|Đề cử                                  | Neighbours\| style="background: #FDD; color: black; vertical-align: middle; text-align: center; " class="no table-no2"\|Đề cử                             | [ 48 ]        |         |
| London Film Critics' Circle                   | 2019 | Supporting Actress of the Year | Bombshell\| style="background: #FDD; color: black; vertical-align: middle; text-align: center; " class="no table-no2"\|Đề cử                              | [ 49 ]        |         |
| MTV Movie & TV Awards                         | 2014 | Best Breakthrough Performance | The Wolf of Wall Street\| style="background: #FDD; color: black; vertical-align: middle; text-align: center; " class="no table-no2"\|Đề cử                | [ 50 ]        |         |
| New York Film Critics Online                  | 2017 | Best Actress | I, Tonya\| style="background: #99FF99; color: black; vertical-align: middle; text-align: center; " class="yes table-yes2"\|Đoạt giải                      | [ 51 ]        |         |
| People's Choice Awards                        | 2017 | Favorite Movie Actress | Suicide Squad\| style="background: #FDD; color: black; vertical-align: middle; text-align: center; " class="no table-no2"\|Đề cử                          | [ 52 ]        |         |
| People's Choice Awards                        | 2017 | Favorite Action Movie Actress\| style="background: #99FF99; color: black; vertical-align: middle; text-align: center; " class="yes table-yes2"\|Đoạt giải                | Suicide Squad\| style="background: #FDD; color: black; vertical-align: middle; text-align: center; " class="no table-no2"\|Đề cử                          | [ 52 ]        |         |
| People's Choice Awards                        | 2020 | Favorite Movie Actress | Birds of Prey\|style="background: #FDD; color: black; vertical-align: middle; text-align: center; " class="no table-no2"\|Đề cử                           | [ 53 ]        |         |
| People's Choice Awards                        | 2020 | Favorite Action Movie Actress\|style="background: #FDD; color: black; vertical-align: middle; text-align: center; " class="no table-no2"\|Đề cử                          | Birds of Prey\|style="background: #FDD; color: black; vertical-align: middle; text-align: center; " class="no table-no2"\|Đề cử                           | [ 53 ]        |         |
| Producers Guild of America Awards             | 2017 | Best Theatrical Motion Picture | I, Tonya\| style="background: #FDD; color: black; vertical-align: middle; text-align: center; " class="no table-no2"\|Đề cử                               | [ 54 ]        |         |
| San Diego Film Critics Society                | 2017 | Best Actress\| style="background: #FDD; color: black; vertical-align: middle; text-align: center; " class="no table-no2"\|Đề cử                                          | I, Tonya\| style="background: #FDD; color: black; vertical-align: middle; text-align: center; " class="no table-no2"\|Đề cử                               | [ 55 ]        |         |
| San Francisco Bay Area Film Critics Circle    | 2017 | Best Actress\| style="background: #99FF99; color: black; vertical-align: middle; text-align: center; " class="yes table-yes2"\|Đoạt giải                                 | I, Tonya\| style="background: #FDD; color: black; vertical-align: middle; text-align: center; " class="no table-no2"\|Đề cử                               | [ 56 ]        |         |
| San Francisco Bay Area Film Critics Circle    | 2019 | Best Supporting Actress | Bombshell\| style="background: #FDD; color: black; vertical-align: middle; text-align: center; " class="no table-no2"\|Đề cử                              |               |         |
| Sant Jordi Awards                             | 2020 | Best Actress in a Foreign Film | Once Upon a Time in Hollywood\| style="background: #99FF99; color: black; vertical-align: middle; text-align: center; " class="yes table-yes2"\|Đoạt giải |               |         |
| Satellite Awards                              | 2018 | Best Actress – Motion Picture | I, Tonya\| style="background: #FDD; color: black; vertical-align: middle; text-align: center; " class="no table-no2"\|Đề cử                               | [ 57 ]        |         |
| Satellite Awards                              | 2019 | Best Supporting Actress – Motion Picture | Mary Queen of Scots\| style="background: #FDD; color: black; vertical-align: middle; text-align: center; " class="no table-no2"\|Đề cử                    | [ 58 ]        |         |
| Satellite Awards                              | 2020 | Best Supporting Actress – Motion Picture | Bombshell\| style="background: #FDD; color: black; vertical-align: middle; text-align: center; " class="no table-no2"\|Đề cử                              | [ 59 ]        |         |
| Satellite Awards                              | 2021 | Best Actress in a Motion Picture – Comedy or Musical | Birds of Prey\| style="background: #FDD; color: black; vertical-align: middle; text-align: center; " class="no table-no2"\|Đề cử                          | [ 60 ]        |         |
| Saturn Awards                                 | 2017 | Best Supporting Actress | Suicide Squad\| style="background: #FDD; color: black; vertical-align: middle; text-align: center; " class="no table-no2"\|Đề cử                          | [ 61 ]        |         |
| Saturn Awards                                 | 2021 | Best Actress | Birds of Prey\| style="background: #FDD; color: black; vertical-align: middle; text-align: center; " class="no table-no2"\|Đề cử                          | [ 62 ]        |         |
| Teen Choice Awards                            | 2016 | Choice Movie Actress: AnTEENcipated | Suicide Squad\| style="background: #99FF99; color: black; vertical-align: middle; text-align: center; " class="yes table-yes2"\|Đoạt giải                 | [ 63 ]        |         |
| Washington D.C. Area Film Critics Association | 2017 | Best Actress | I, Tonya\| style="background: #FDD; color: black; vertical-align: middle; text-align: center; " class="no table-no2"\|Đề cử                               | [ 64 ]        |         |
| Women Film Critics Circle                     | 2017 | style="background: #FDD; color: black; vertical-align: middle; text-align: center; " class="no table-no2"\|Đề cử                                                         | I, Tonya\| style="background: #FDD; color: black; vertical-align: middle; text-align: center; " class="no table-no2"\|Đề cử                               |               |         |
| Women's Image Network Awards                  | 2019 | Supporting Actress Feature Film | Mary Queen of Scots\| style="background: #FDD; color: black; vertical-align: middle; text-align: center; " class="no table-no2"\|Đề cử                    |               |         |
| Young Hollywood Awards                        | 2014 | Breakthrough Actress | style="background: #FDD; color: black; vertical-align: middle; text-align: center; " class="no table-no2"\|Đề cử                                          | [ 65 ]        |         |